# 타케우치 타카시
타케우치 타카시(일본어: 武内 崇 たけうち たかし 다케우치 다카시[*], 1973년 8월 28일 ~)는 일본의 삽화가이자 일러스트레이터이다. 타입문 대표로 있으며, 유한회사 넛의 대표이사이다. 본명은 타케우치 토모타카(일본어: 竹内 友崇 たけうち ともたか 다케우치 도모타카[*])이다.

## 작품

### 게임 캐릭터 디자인
- 《월희》 시리즈 (게임 캐릭터 디자인)
- 《Fate/stay night》시리즈 (게임 캐릭터 디자인)
- 《MELTY BLOOD》 시리즈 (캐릭터 디자인)
- 《428 ~봉쇄된 시부야에서~》 (캐릭터 디자인)

### 소설 일러스트
- 《공의 경계》 (나스 키노코, 고단샤)
- 《뱀파이어 전쟁》 (카사이 키요시, 고단샤)
- 《Fate/Zero》 (우로부치 겐, TYPE-MOON)

### 그 밖에
- 컬럼 《카도노 코우헤이의 Beyond Grudging Moment』 (카도노 코우헤이・저 삽화 고단샤《파우스트》에서 연재)
- 《ONE ~빛나는 계절로~ 코믹 앤솔로지2』 무빅 《ONE ~빛나는 계절로~》의 가와나 미사키와 미야마 유키미의 우정을 그린 작품.
  - 연극부에 몰래 《월희》의 시엘, 아키하를 그렸다.
- 《칸나기》 1권에 작자인 다케나시 에리와 합작 핀업